# Tralewo (Benowo)
Tralewo – nieoficjalny przysiółek wsi Benowo w Polsce położony w województwie pomorskim, w powiecie kwidzyńskim, w gminie Ryjewo.
Miejscowość położona jest w pobliżu trasy drogi wojewódzkiej nr 602.
W latach 1975–1998 miejscowość administracyjnie należała do województwa elbląskiego.